# Байрон, Анжела
Анжела Байрон (р. 1977 (1978?), Рочестер, Миннесота, США) — разработчица программного обеспечения. Наиболее известна её работа Drupal (Drupal — система управления содержимым, которая используется как каркас для веб-приложений (CMF), написанная на языке PHP и использующая в качестве хранилища данных реляционную базу данных), со свободным и открытым исходным кодом системы управления содержимым и фреймворк управлением контентом. Она была названа одной из наиболее уважаемых участниц движения по работам с открытым исходным кодом , призывала разработчиков писать программы с открытым исходным кодом, особенно женщин. . Была первой женщиной, появившейся на обложке журнала Линукс, в апреле 2011 года.

## Личная жизнь
Программист Анжела Байрон — в основном самоучка. Она два года училась в колледже новой Шотландии по специальности информационные технологии, сосредоточившись на изучении программирования. Проживает в Британской Колумбии, Канада с мужем Марси.

## Карьера
Анжела Байрон — участница летней Google программы 2005 года (международной ежегодной программы, первая из которых состоялась с мая по август 2005 года, в которой присуждались Google стипендии в US $ 5500 для всех студентов, которые успешно писали программы с открытым исходным кодом в течение лета. Она написала тест модуля для Drupal. Это обусловило её участие в написании программы Drupal, а также открытые исходные тексты. В октябре 2006 года Байрон начала работать над программой Lullabot, в Drupal консалтинговой компании. В 2008 году Байрон была удостоена награды за лучший вклад в работу над Drupal. С 2011 года она работает над работами с архитектурами системы. Часть её работ для Lullabot также позволил ей работать на Drupal разработками. В 2008 году она стала сохранителем ядра Drupal Она вела также проект по созданию с помощью Drupal: выбор и настройки модулей для построения динамических веб-сайтов.  Байрон также отвечает за Drupal при участии в летней Google программе. В качестве сохранитель Drupal Байрон рассматривает предлагаемые изменения ядра Drupal от более 1600 участников со всего мира, проверяет патчи, ищет людей в разных странах, которые работают над похожими программами и призывает к совместной работе.
В 2011 году она перешла работать от Lullabot в Acquia — компанию по разработке программного обеспечения, предоставлением продуктов, услуг и поддержку Drupal. Является директором по разработкам программного обеспечения.